# Hesselbacher Wallburg

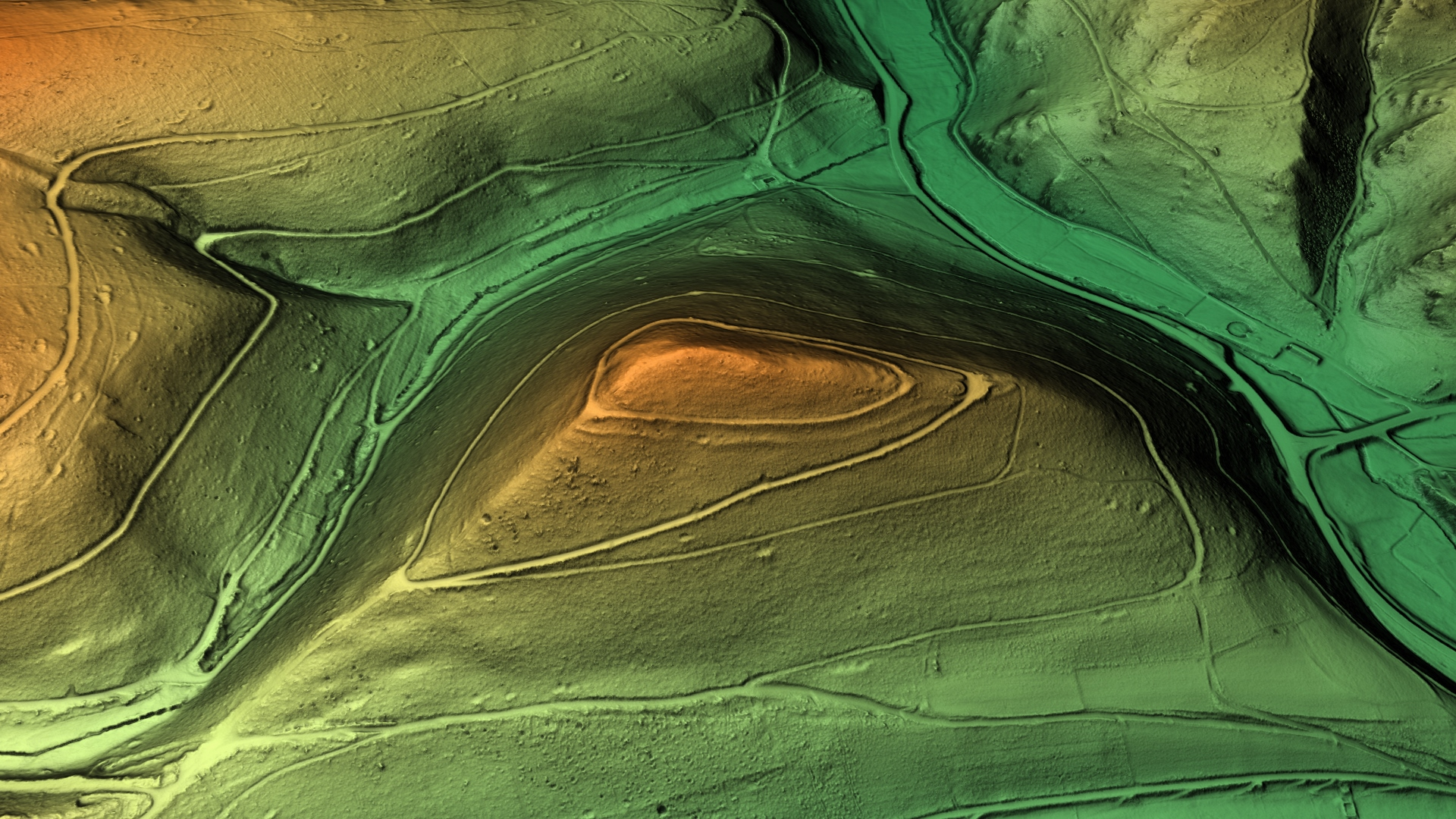
3D-Ansicht des digitalen Geländemodells

Die Hesselbacher Wallburg ist eine ehemalige Burganlage aus der La-Tène-Zeit in Hesselbach (Bad Laasphe) in Nordrhein-Westfalen.

## Geografische Lage
Die Wallburg liegt auf dem 560 m hohen Gipfel des Burgberges, westlich der Hesselbacher Mühle. Ihr Innenraum ist eiförmig und erstreckt sich bis auf 250 m in der Länge und 120 m in der Breite. Der Vorwall beginnt im Westen und umzieht in etwa parallelem Abstand den inneren Wall, die gesamte Südseite fast gerade und umrundet hier in einem Abstand von 90 m den Ostteil der Burg, die hier ihre geringste Tiefe hat. Die Kuppe von Südwesten wird durch zwei hintereinander liegende Sperren von 40 m und 100 m gesichert. Am westlichen Zugang biegt das von Norden kommende Wallende sichtbar nach innen ein und deutet so auf ein hohes Alter hin. Das südliche Wallende ist durch den angesetzten Vorwall sehr breit. Am einfachsten ist die Burg durch den Osteingang zu erreichen.

## Erbauung und Nutzung
Die Erbauung und Nutzung des Ringwalls wird auf die La-Tène-Zeit bzw. das dritte Jahrhundert vor Chr. datiert. Nach der gängigen Meinung handelt es sich um eine Fliehburg, welche von den Kelten oder Germanen erbaut wurde. Zwischen 50 v. Chr. und Chr. Geburt wurde die Burg an die Chatten abgegeben.

## Heutige Situation
Zwar wurde das Gelände bereits untersucht und erfasst, aber es fanden bisher keine archäologischen Grabungen statt.